# Hypnodendron auricomum
Hypnodendron auricomum är en bladmossart som beskrevs av Brotherus och Geheeb 1898. Hypnodendron auricomum ingår i släktet Hypnodendron och familjen Hypnodendraceae. Inga underarter finns listade i Catalogue of Life.